# 사노모촌
사노모촌(讃甘村)은 오카야마현 북동부 (미마사카 지역) 아이다군 (1900년 3월 31일까지 요시노군에 속했다.)에 존재했던 촌이다. 

## 역사
- 1889년 6월 1일 - 정촌제 시행에 수반해 요시노군 사노모촌이 발족하였다.
- 1900년 4월 1일 - 요시노군과 합병해 아이다군이 되었다.
- 1954년, 오하라정, 오요시촌, 오노촌과 합병해 새로운 오하라정이 되었기 때문에 소멸하였다.

## 교통

### 도로
- 국도 제374호선